# Nani Soares
Nanissio Justino Mendes Soares, plus couramment appelé Nanissio ou Nani Soares, est un footballeur international bissaoguinéen né le 17 septembre 1991 à Bissau. Évoluant au poste de milieu défensif, il joue actuellement pour l' Olympiakos Nicosie, en Championnat de Chypre de football.

## Biographie

### En équipe nationale
Nanissio Soares obtient sa première sélection avec l'équipe de Guinée-Bissau le 23 mars 2016, lors d'un match de qualification à la Coupe d'Afrique des nations 2017 contre le Kenya (victoire 1-0).
En janvier 2017, Baciro Candé le convoque dans sa liste de 23 joueurs pour disputer la Coupe d'Afrique des nations 2017.

## Statistiques
Le tableau ci-dessous récapitule les statistiques de Nanissio Soares lors de sa carrière en club :
| Saison                | Club                  | Championnat           | Championnat | Championnat | Coupe(s) nationale(s) | Coupe(s) nationale(s) | Total | Total |
| Saison                | Club                  | Division              | M.          | B.          | M.                    | B.                    | M.    | B.    |
| 2010-2011             | GDR Moita             | 5                     | 13          | 0           | -                     | -                     | 13    | 0     |
| 2011-2012             | GDR Moita             | 5                     | 14          | 5           | -                     | -                     | 14    | 5     |
| 2012-2013             | GDR Moita             | 5                     | 25          | 0           | -                     | -                     | 25    | 0     |
| 2013-2014             | Naval 1º de Maio      | 3                     | 16          | 1           | -                     | -                     | 16    | 1     |
| 2013-2014             | CD Trofense           | 2                     | 12          | 0           | -                     | -                     | 12    | 0     |
| 2014-2015             | CD Trofense           | 2                     | 37          | 2           | 8                     | 1                     | 45    | 3     |
| 2015-2016             | Gil Vicente FC        | 2                     | 9           | 0           | 5                     | 0                     | 14    | 0     |
| 2016-2017             | FC Felgueiras         | 3                     | 11          | 0           | -                     | -                     | 11    | 0     |
| Total sur la carrière | Total sur la carrière | Total sur la carrière | 137         | 8           | 13                    | 1                     | 150   | 9     |